# P Velorum
Désignations
p Velorum (en abrégé p Vel), également désignée HD 92139, est une étoile triple de la constellation des Voiles. Elle est à environ 86,5 années-lumière de la Terre.
La composante primaire est une sous-géante jaune-blanche de type F avec une magnitude apparente de +4,5. C'est une binaire spectroscopique dont les composantes ont une période orbitale de 10,21 jours. La compagne est une étoile blanche de la séquence principale de type A avec une magnitude apparente de +5,1. Elle est située à 0,3 seconde d'arc de la primaire et a une période orbitale de 16,3 ans. Le système a une magnitude apparente combinée de +3,84.